# ニック・クヴジェトコビッチ
ニック・クヴジェトコビッチ（Nick Cvjetkovich、1973年8月29日 - ）は、カナダの男性プロレスラー。現在はインディー団体で活動している。

## 来歴
クヴジェトコビッチはオンタリオ州オレンジビルでロブ・フエゴとロン・ハッチソンの元でトレーニングを開始し、アレックス・アトキンソンの元でも訓練を積んでいる。2000年にカナディアン・ナショナル・エキシビジョンで行われたアポカリプス・レスリング・フェデレーション（Apocalypse Wrestling Federation）のアイロンマン・トーナメントでエル・フエゴを相手にデビュー。2001年2月までAWFで活動し、オンタリオ州ウィンザーに拠点を置くスコット・ダモールのボーダー・シティ・レスリング（Border City Wrestling）にルシファー・ラブ（Lucifer Love）のリングネームで活動するようになる。AWFに所属してるレスラーは他団体での活動が許されなかったためにクヴジェトコビッチはリングネームとギミックを変える必要があった。
2001年5月、6月にクヴジェトコビッチはブライアン・ディクソンのオールスター・レスリング（All Star Wrestling）のツアーでイングランドへ行き、ジョー・E・レジェンドと組み、タタンカ、ジョー・ゴメス、ジェイク・ロバーツといったレスラーと対戦している。イングランドのツアーから帰ってくるとモントリオールのノーザン・チャンピオンシップ・レスリング（Northern Championship Wrestling）で活動するようになる。2001年後半になるとAWFに復帰し、アイロンマン・トーナメントに出場している。オンタリオ州のツイン・レスリング・エンターテイメント（Twin Wrestling Entertainment）のメイン・イベントにも出場、ジム・ドゥガンやキングコング・バンディといったベテラン選手と対戦している。2002年と2003年の夏はオールカナディアン・レスリング（All Canadian Wrestling）に参戦するようになり、2003年8月にACWヘビー級王座を獲得している。9月には"ダーク・オーメン"エルヴィス・エリオットとIWRタッグチーム王座を獲得するがすぐに剥奪されている。その後はカーニバル・ディアブロに参加し、オンタリオ、マニトバ、ケベックで活動していた。
また、8月にはTNAにシン（Sinn）のリングネームで参戦し、デーボン・ストームとデビッド・ヒースと組んで6wayマッチに参加している。"ファーザー" ジェームズ・ミッチェルの率いるディサイプルズ・オブ・ザ・ニューチャーチ（Disciples of The New Church）に加入している。ユニット自体はレイヴェンの率いるThe Gatheringというユニットとの抗争に入りハードコアの試合をするようになった。9月にThe Gatheringとドッグ・コーラー・マッチで対戦するが敗北している。2004年3月にタッグチーム・トーナメントにスラッシュと組んで出場するがキッド・キャッシュとダラスのタッグに負けている。04年末にWWEのダークマッチに登場している。2005年にヘルヴィス（エルヴィス・エリオットの別のリングネーム）とのタッグ、The Beasts of Burdenで2回だけ参戦しており、これがTNA最後の出演となった。
2005年6月にウォーリアー・ワン・プロレスリング・ライブ（Warrior 1 Pro Wrestling LIVE!）というイベントをオンタリオ州オシャワで開き、ヘルヴィスと組んでメインイベントに参加している。11月にカーニバル・ディアブロに再び参戦、パートナーのヘルヴィスとビースツ・オブ・ブーデン（The Beasts of Burden）を結成している。TWEでは元WWEスーパースターのアル・スノーと対戦している。6月にはノー・ホールズ・バレッド方式でボビー・ルードからUWA Otttaw ヘビー級王座を獲得。2006年後半からはピュア・レスリング・アソシエーション（Pure Wrestling Association）で活動するようにもなっている。また、アル・スノーの提案で2006年と2007年にオハイオ・バレー・レスリング（Ohio Valley Wrestling）で数試合こなしている。07年7月にツヴェトコビッチはWWEとディベロップメント契約を結び、10月に下部組織のFCWでシン・ボーディ（Sinn Bowdee）のリングネームでデビューしている。2008年10月のスマックダウンでキザーニー（Kizarny）のリングネームで怪奇派ギミックでデビューしている。SDのダークマッチでライアン・ブラドックやカート・ホーキンスと対戦している。2009年1月のスマックダウンにてTVデビュー、当時ストーリー上連敗が続いていたモンテル・ボンタビアス・ポーターと対戦し勝利している。2月のNo Way Outのエリミネーション・チェンバー・マッチの予選会にあたるバトルロイヤルに出るも早々敗退し、3月にはリリースされてしまっている。
WWEリリース後はWWCへ参戦し、日本でのツアーを希望していた。6月のJim Rose Circus vs. Jake "The Snake" Robertsに参加しており、ロバーツともメイン・イベントで対戦している。2010年11月後半にチカラに参戦、ウルトラマンティス・ブラックとアレースの試合に登場している。12月にシン・ボーディ（Sinn Bodhi）にリングネームを改めており、オバリヨン、コダマ、コバルドと行動を共にするようになり、ウルトラマンティス・ブラックを攻撃するがハロウィックとフライトメアが救出に来たため逃げている。2011年1月23日にウルトラマンティス・ブラックを相手にチカラで初めて試合をするが負けている。29日にはPWGのPPVであるKurt Russellreunion IIではジェイク・ロバーツと引退試合の対戦相手をしている。3月にウルトラマンティス・ブラックと再戦して勝利している。4月にコダマとオバリヨンとトリオのトーナメントに出場している。9月にボデヒはダーク・アーミー（コバルタ、オバリヨン、コダマ）、ウルトタマンティス・ブラックはスペクトル・エンヴォリー（クロスボーンズ、ハロウィック、フライトメア）の8人タッグで対戦している。ボデヒとウルトラマンティス・ブラックの抗争は11月のHigh  Noonで終了している。

## 得意技
クローズライン・フロム・ヘック
現在のフィニッシャー。別名ヘリオン・ハンマー
ヘル・ボー
うつ伏せになっている相手の後頭部へのエルボー。フィニッシャー。
シン・キック
延髄斬りと同型の相手の後頭部への強烈な蹴り。フィニッシャー。
タルーラ・ベレール
ダブルアーム式DDTで相手をマットに突き刺してからの胴締め式リバース・フルネルソンで締め上げる。フィニッシュ技の1つで2009年から使い始めた。
- ベアハッグ
- DDT
- ハリケーン・ラナ
- ミサイル・キック

## 獲得タイトル
ACW（All Canadian Wrestling）
ACWヘビー級王座 :1回
IWR（Independent Wrestling Revolution）
IWRタッグチーム王座 :1回（w/エルヴィス・エリオット）
NWA Bluegrass
NWA Bluegrassヘビー級王座 :1回
UCW（Universal Championship Wrestling）
UCW世界ヘビー級王座 :1回